# (7215) Gerhard
(7215) Gerhard (1977 FS) – planetoida z pasa głównego asteroid okrążająca Słońce w ciągu 5,76 lat w średniej odległości 3,21 j.a. Odkryta 16 marca 1977 roku.